# Késmárkiitató

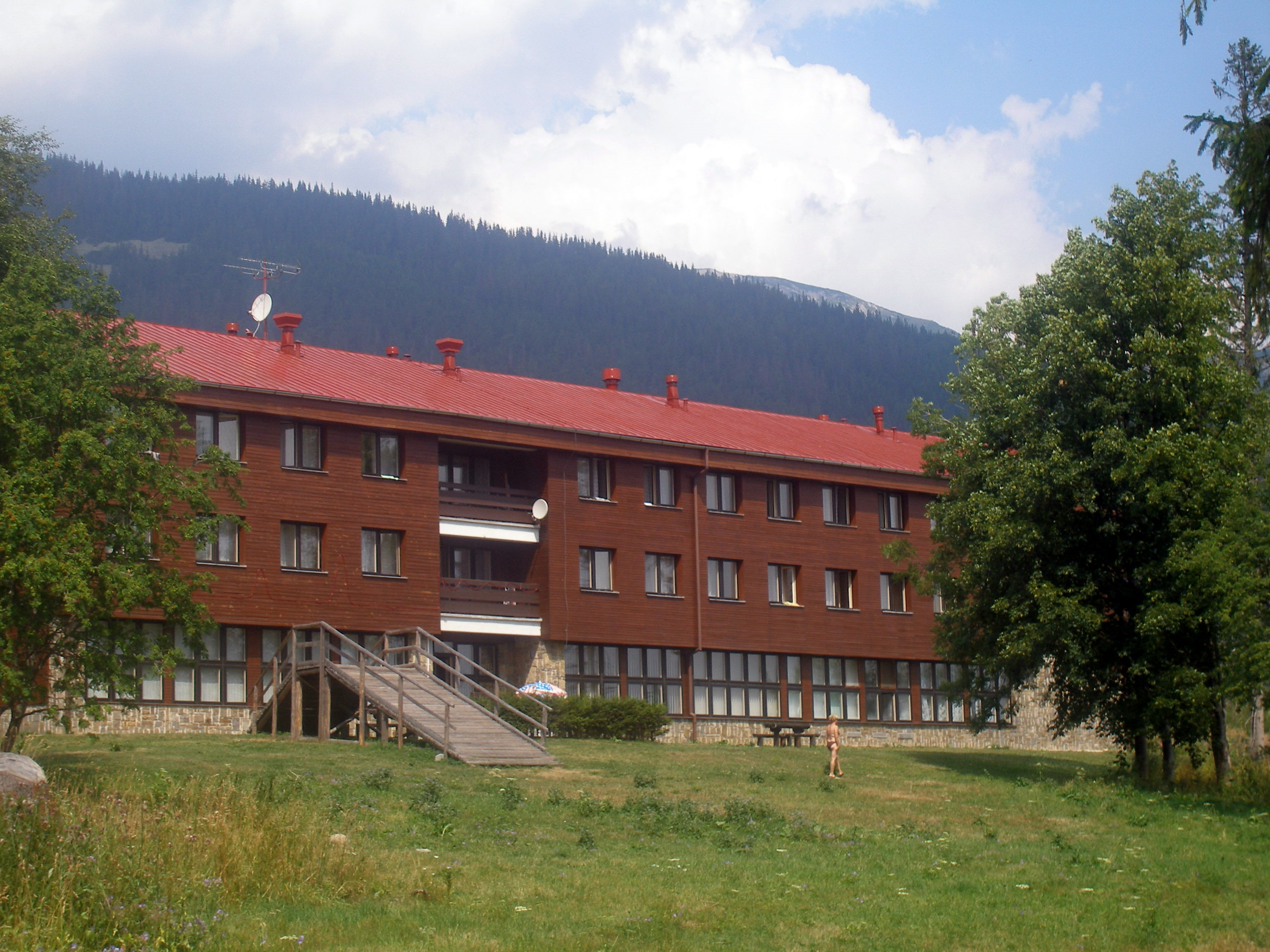
Késmárkiitató

Késmárkiitató (szlovákul: Kežmarské Žľaby) üdülőtelepülés, Magastátra város része Szlovákiában, az Eperjesi kerület Poprádi járásában.

## Fekvése
A Magas-Tátrában, Matlárháza és Barlangliget között, a Késmárki-Fehérvíz-völgy alsó részén fekszik.

## Története
Első épülete egy 1885-ben épült városi erdészház volt, amely szállást is nyújtott. 1888-ban egyszerű szálloda épült fel itt. Területe 1920-ig Szepes vármegye Késmárki járásához tartozott.
1933-ban a település egy része leégett. A második világháború után  megnőtt a környék turistaforgalma és emiatt a régi épületeket korszerűsítették, bővítették és új üdülőépületeket is emeltek.
1947-ig Késmárkhoz tartozott, akkor Tátralomnichoz csatolták, 1999 óta pedig Magastátra város része. Lakossága főleg a tátrai idegenforgalomból él.

## Külső hivatkozások
- Rövid ismertető
- A falu a Tátrai Nemzeti Park honlapján
- A település Szlovákia térképén